# Districtul Baniyas
Districtul Baniyas (în arabă منطقة بانياس, transliterat: mintaqah Bāniyās) este un district din Guvernoratul Tartus din nord-vestul Siriei. Centrul administrativ este orașul Baniyas. La recensământul din 2004, districtul avea o populație de 174.233 de locuitori. Populația estimată a alawiților din Baniyas este de aproximativ 105.000, în timp ce populația musulmanilor sunniți este estimată la 45.000, pe lângă 20.000 de creștini, potrivit rețelei siriene pentru drepturile omului.

## Subdistricte
Districtul Baniyas este împărțit în șapte subdistricte sau nawāḥī (populație în 2004):
- Subdistrictul Baniyas (ناحية بانياس): populație 94.832.:[3]
- Subdistrictul Al-Rawda (ناحية الروضة): populație 11.688 locuitori.[4]
- Subdistrictul Al-Annazah (ناحية العنازة): populație 18.446 locuitori.[5]
- Subdistrictul Al-Qadmus (ناحية القدموس): populație 22.370 locuitori.[6]
- Subdistrictul Hammam Wasel (ناحية حمّام واصل): populație 8.522 locuitori.[7]
- Subdistrictul Al-Tawahin (ناحية الطواحين): populație 10.024 locuitori.[8]
- Subdistrictul Talin (ناحية تالين): populație 8.351 locuitori.[9]